# Arktischer Mohn
Arktischer Mohn (Papaver radicatum) ist eine Pflanzenart aus der Gattung Mohn (Papaver) innerhalb der Familie der Mohngewächse (Papaveraceae).

## Beschreibung

### Vegetative Merkmale
Der Arktische Mohn ist eine mehrjährige krautige Pflanze mit gelbem Milchsaft. Aus einem „Wurzelstock“ heraus bildet er eine verhältnismäßig dichte, mehrere Teilpflanzen umfassende Grundrosette aus blaugrünen, lanzettenförmig drei- bis fünffach gelappten und grob gezähnten behaarten Blättern.

### Generative Merkmale
Auf meist mehreren, 12 bis 20 cm hohen, unverzweigten, abstehend behaarten, oft rötlich gefärbten Stängeln trägt er jeweils nur eine einzelne bis 5 cm große Blüte, deren Knospen kugelig und nickend sind. Die Blütenhülle besteht aus zwei behaarten Kelchblättern, vier schwefelgelben, später grünlich-gelben Kronblättern von etwa 1,5 cm Länge. Aus dem Fruchtknoten bildet sich eine kesselförmige, etwa 1 cm lange und 0,6 cm dicke Porenkapsel, die eine große Zahl sehr kleiner Samenkörner enthält.
Die Chromosomenzahl beträgt 2n = 42, 56 oder 70.

## Ökologie
Der Arktische Mohn ist ein echter Solarkollektor – seine Blütenblätter sind so geformt, dass sie die Sonnenstrahlen einfangen und auf die Fruchtknoten im Blütenzentrum reflektieren können. Dabei wenden sich die Blütenköpfe der Sonne rotierend zu und lassen deren Strahlen immer in optimalem Einfallswinkel stehen. Auf diese Weise gelingt es der Pflanze, die Temperatur zu steigern und die Samenreifung in kürzester Zeit zu ermöglichen – im kurzen arktischen Sommer wesentlich für das Überleben der Art.
Die Ausbreitung der Samen erfolgt durch den Wind.

## Vorkommen
Arktischer Mohn und seine Untergruppen sind zirkumpolar in arktischen Klimazonen verbreitet, so an den Küsten Grönlands und im arktischen Nordosten Kanadas (Kanadisch-arktischer Archipel und Kanadisches Festland einschließlich der Nordküste der Provinz Québec), im Norden Alaskas, auf Island, in Lappland, auf Spitzbergen, auf Franz-Josef-Land und an der Nordostküste Sibiriens. Mit dem Gegenblättrigen Steinbrech ist diese Art die am weitesten im Norden lebende bedecktsamige Pflanze; beide überleben noch bei 83°40' nördlicher Breite auf der Kaffeklubben Ø, diese Insel wird im Allgemeinen als nördlichstes festes Land der Welt angesehen.
Arktischer Mohn wächst bevorzugt auf offenen Schotterplätzen.

## Systematik und Verbreitung der europäischen Unterarten
Die Erstveröffentlichung von Papaver radicatum erfolgte durch Christen Friis Rottbøll in Skr. Kiøbenhavnske Selsk. Laerd. Elsk. 10: 455 (t. 8, fig. 24) (1770). 
Beispielsweise hat man 1991 in Europa acht Unterarten unterscheiden. Sie haben alle die Chromosomenzahl 2n = 70:
- Papaver radicatum subsp. radicatum: Sie kommt in Europa auf Island und auf den Färöer-Inseln vor.[3]
- Papaver radicatum subsp. relictum (E. Lundström) Tolm.: Sie kommt nur im südlichen Norwegen vor.[3]
- Papaver radicatum subsp. ovatilobum Tolm.: Sie kommt nur im südlichen Norwegen vor.[3]
- Papaver radicatum subsp. intermedium (Nordh.) Knaben: Sie kommt nur im südlichen Norwegen vor.[3]
- Papaver radicatum subsp. ocksendalense Knaben: Sie kommt nur im südlichen Norwegen vor.[3]
- Papaver radicatum subsp. subglobosum Nordh.: Sie kommt nur in Norwegen vor.[3]
- Papaver radicatum subsp. hyperboreum Nordh.: Sie kommt nur im nördlichen Norwegen und im nördlichen Schweden vor.[3]
- Papaver radicatum subsp. macrostigma (Nordh.) Nordh.: Sie kommt nur im nördlichen Norwegen vor.[3]